# Sophronica scotti
Sophronica scotti är en skalbaggsart som beskrevs av Stefan von Breuning 1940. Sophronica scotti ingår i släktet Sophronica och familjen långhorningar. Inga underarter finns listade i Catalogue of Life.